# Kabiru Akinsola
Kabiru Akinsola Olarewaju (Imo State, Nigeria, 22 de febrero de 1991) es un futbolista nigeriano. Juega como delantero.

## Trayectoria
El 31 de enero de 2009, mientras disputaba la Copa África Juvenil, con solo 18 años, da el salto a Europa, al ser considerado una de las jóvenes promesas dispuestas a rebatir los récords a Messi para fichar por tres temporadas más dos opcionales por la UD Salamanca junto con su compatriota Matthew Edile. Bautizado por algunos iluminados como el nuevo Samuel Eto'o no logra cumplir las expectativas creadas tras su fichaje.
Tras 2 temporadas en el club salmantino, en las que nunca llegó a afianzarse, En la temporada 2010-11 el jugador baja una división para marcharse cedido al Zamora CF. Tras un comienzo complicado debido a una lesión, el nigeriano se convierte en uno de los hombres más importantes del equipo, ayudando con sus goles a lograr la permanencia del equipo zamorano.
Para la temporada 2011-12, ficha por el Granada CF, que lo cede inmediatamente al Cádiz CF. Su mejor temporada fue la del Cádiz, en la campaña 2011-12, cuando anotó 13 goles en 37 partidos. Pero falló un penalti decisivo en el 'play off' ante el Lugo.
En verano de 2012 el Granada CF lo cede al  Real Racing Club de Santander que a los 7 días lo descarta por problemas físicos y lo devuelve al Granada CF.
Un mes después, el jugador firma con el Fútbol Club Cartagena hasta final de temporada con el objetivo de ascender con el equipo a Segunda División, categoría perdida por el club la temporada anterior. El jugador disputa 10 partidos (3 de ellos cómo titular) pero en el mes de diciembre es cortado por el club murciano alegando bajo rendimiento por parte del jugador.
El delantero después de ser despedido por el FC Cartagena, jugaría el resto de la temporada en el Doxa Katakopias, sexto clasificado del campeonato chipriota, como cedido por el Granada CF, donde solo jugó 8 partidos y no marcó. En el FC Cartagena, actuó en 10 encuentros y tampoco marcó ningún gol.
Pese a su juventud, el delantero nigeriano es un trotamundos del fútbol nacional, porque ha militado ya en siete clubes distintos: Salamanca, Zamora, Cádiz, Racing de Santander, Cartagena, Granada y Hospitalet.
La temporada 2013-14 la comienza en el Centre d'Esports L'Hospitalet pero motivos extradeportivos le han apartado de las alineaciones del club catalán, equipo en el que marca tres goles en la primera vuelta. Al final acaba la temporada y jugando los play-off de ascenso a la Liga Adelante con el equipo.
Para la temporada 2014-2015 es fichado por el CSMS Iasi rumano. En enero de 2015 vuelve a su país para jugar en el equipo Sunshine Stars FC.
El 1 de febrero de 2016 ficha por el Asociación Deportiva Mérida. El 18 de marzo rescinde su contrato con la Asociación Deportiva Mérida por motivos personales.
En abril de 2019, Kabiru Akinsola fue presentado como jugador de la Unión Deportiva Tomares. Aunque no llegó en su mejor estado físico, el ilustre preparador físico de la Unión Deportiva Tomares, David Alías, se sacó de la chistera el Plan Akinsola, con el único fin de ponerlo a punto. Pronto, bajo las órdenes de Nacho Molina, dejó impronta de su calidad y sus fanes se contaban por cientos. La consigna era, "el domingo, juega Akinsola". Terminó la temporada anotando 2 goles en 5 partidos pero demostrando que su calidad estaba muy por encima de la del resto de la categoría.

## Clubes
| Club                     | País    | Año         |
| ------------------------ | ------- | ----------- |
| Clique Sports Academy    | Nigeria | 2007 - 2008 |
| Étoile du Sahel          | Túnez   | 2009        |
| UD Salamanca             | España  | 2009-2010   |
| Zamora CF (Cedido)       | España  | 2010-2011   |
| Granada CF               | España  | 2011        |
| Cádiz CF (Cedido)        | España  | 2011-2012   |
| FC Cartagena (Cedido)    | España  | 2012        |
| Doxa Katakopias (Cedido) | Chipre  | 2013        |
| CE L'Hospitalet          | España  | 2013-2014   |
| CSMS Iasi                | Rumania | 2014        |
| Sunshine Stars FC        | Nigeria | 2015        |
| AD Mérida                | España  | 2016        |
| UD Tomares               | España  | 2019        |

## Selección nacional
En el año 2007 disputó con Nigeria la Copa Africana de Naciones juvenil, celebrada en Togo. Fue el autor del gol que daba la victoria a su selección y la nombraba campeona de África por tercera vez. Varios clubes europeos se interesaron por el tras la disputa de este campeonato.

## Palmarés
| Título             | Club (*)            | País | Año  |
| ------------------ | ------------------- | ---- | ---- |
| Copa África Sub-17 | Selección nigeriana | Togo | 2007 |

(*) Incluyendo la selección